# Oss
Oss és un municipi de la província del Brabant del Nord, al sud dels Països Baixos. L'1 de gener del 2009 tenia 77.210 habitants repartits sobre una superfície de 104,42 km² (dels quals 2,56 km² corresponen a aigua). Limita al nord amb West Maas en Waal (Gelderland) i Wijchen (Gelderland), a l'oest amb Lith i al sud amb Maasdonk, Bernheze, Landerd i Grave.

## Ajuntament
| Eleccions municipals de 2002 | Eleccions municipals de 2002 | Eleccions municipals de 2002 |
| Partit                       | %                            | Regidors                     |
| ---------------------------- | ---------------------------- | ---------------------------- |
| SP                           | 38,4                         | 15                           |
| CDA                          | 19,9                         | 8                            |
| Voor De Gemeenschap (VDG)    | 13,5                         | 5                            |
| VVD                          | 12,3                         | 4                            |
| PvdA                         | 6,9                          | 2                            |
| GroenLinks                   | 2,5                          | 1                            |
| D66                          | 2,0                          | -                            |
| Llista Pim Fortuyn           |                              | -                            |
| PMB                          |                              | -                            |
| Duurzaam Nederland           |                              | -                            |
| Lijst 11                     |                              | -                            |
| GLP                          |                              | -                            |
| Total                        | 59,8                         | 35                           |

| Eleccions municipals de 2006             | Eleccions municipals de 2006 | Eleccions municipals de 2006 |
| Partit                                   | Regidors                     |                              |
| ---------------------------------------- | ---------------------------- | ---------------------------- |
| SP                                       | 11                           |                              |
| CDA                                      | 7                            |                              |
| Voor De Gemeenschap (VDG)                | 6                            |                              |
| PvdA                                     | 5                            |                              |
| VVD                                      | 4                            |                              |
| GroenLinks                               | 1                            |                              |
| Duurzaam Nederland                       | 1                            |                              |
| Partij voor Maatschappelijk Belang (PMB) | -                            |                              |
| Nederlandse Volks-Unie (NVU)             | -                            |                              |
| Total - 57,81%                           | 35                           |                              |

| Eleccions legislatives de 2006 | Eleccions legislatives de 2006 |
| Partit                         | %                              |
| ------------------------------ | ------------------------------ |
| SP                             | 31,2                           |
| CDA                            | 27,4                           |
| PvdA                           | 15,6                           |
| VVD                            | 12,9                           |
| Groep Wilders/PVV              | 5,7                            |
| GroenLinks                     | 2,8                            |
| D66                            | 1,6                            |
| PD                             | 1,1                            |
| ChristenUnie                   | 0,9                            |
| EenNL                          | 0,4                            |
| LPF                            | 0,2                            |
| SGP                            | 0,1                            |
| VSP                            | 0,1                            |
| Participació                   | 79,4                           |

## Persones il·lustres
- Rutgerus Johannes Martinus van Nistelrooij, futbolista